# Tropiduridae
Tropiduridae са семейство влечуги от разред Люспести (Squamata).
Включва 8 рода игуанообразни гущери, разпространени главно в Южна Америка. Повечето видове живеят по земята, като някои са приспособени към хладния климат на Андите, а няколко вида са живораждащи.

## Родове
- Eurolophosaurus
- Microlophus
- Plica
- Stenocercus
- Strobilurus
- Tropidurus
- Uracentron
- Uranoscodon